# Porpacella tetraspila
Porpacella tetraspila är en insektsart som först beskrevs av Walker 1870.  Porpacella tetraspila ingår i släktet Porpacella och familjen spottstritar. Inga underarter finns listade i Catalogue of Life.